# 梶原麻莉子
梶原 麻莉子（かじわら まりこ、1985年5月25日 - ）は、日本の元タレント、モデル。
オスカープロモーションを経て、浅井企画に所属していた。

## 来歴・人物
福岡県出身。筑紫女学園大学卒業。学生時代は、主に九州地方の雑誌やCMのモデルとして活躍する一方、2006年11月30日までKBCテレビ『アサデス。KBC』のスポーツコーナー「SPORTSキラリ」（月～木曜）の進行を担当。喋りはつたないものの、当時の共演者の近藤鉄太郎アナや西田たかのりを引き立てる役柄を担っていた。また、この番組が縁で同局の高校野球イメージガールも務めた。大学卒業後には上京した。
5歳よりクラシックバレエを習っており、身体が柔らかく、本人曰く「イナバウアー（の姿勢）」もできるという。元々はアナウンサー志望で、かつて日本テレビのアナウンサー試験を受けたことがあり、その時の試験官には同局の『ズームイン!!SUPER』で共演することになる森圭介がいたという。このほか、『アサデス。』で共演していたフジテレビの生野陽子と仲が良い。
趣味は読書で、月に20冊以上は読む。
2013年4月10日より2016年3月24日まで、日本テレビ『ZIP!』の「HATE NAVI」リポーターを担当し、好評を博す。
2016年3月31日には浅井企画を退社し、芸能界から引退した。その後に結婚し、一児の母になっている。

## 出演

### テレビ番組
- アサデス。（KBCテレビ、月 - 金曜6:25 - 8:00）
- 浅見光彦シリーズ（2009年9月7日 - 、TBS）- 吉田須美子 役（浅見家のお手伝い）
- 美向上計画〜鈴木凛子、26歳〜（2009年10月5日 - 2010年3月29日、関西テレビ）- 主演・鈴木凛子 役
- 世の中進歩堂（BSジャパン、日曜20:30 - 21:00）
- BSスタイル（NHK BS）
- ズームイン!!SUPER（2010年4月 - 2011年3月、日本テレビ）- TOKYO HIT CLIP（月・木曜）、まるＱキャスター
- つながるセブン（2011年4月 - 2012年3月、J:COM）- アシスタント
- TOKYO「萌」探偵（2011年11月 - 2012年2月、TOKYO MX）
- びゅうで旅どき (2011年10月、青森放送)
- なるほど!ホームドクター (2012年10月、BS-TBS)
- 日10☆演芸パレード (2012年11月 - 2013年、MBS・TBS系)、関根軍団の一員として
- ZIP!（2013年4月 - 2016年3月、日本テレビ）- 週に3回（月・火・木曜）「HATE NAVI」担当
- 映画ちゃん（チャンネルNECO) - ナレーション担当

### ラジオ
- BAYLINE GO!GO!（2012年、Bayfm）
- 関根勤のランチで元気!（2013年4月 - 9月、ニッポン放送）
- 関根勤のスポパラ（2014年9月 - 、文化放送）

### 映画
- 女子高生ゾンビ（2010年3月20日公開、南雅史監督）- ミサキ役
- 騒音（2015年5月23日公開、関根勤監督）- 男性経験無しOLまりこ 役

### 舞台
- カンコンキンシアター26「クドい!」（2012年8月）
  - カンコンキンシアター27「クドい!」（2013年8月）
  - カンコンキンシアター28「クドい!」（2014年8月）
  - カンコンキンシアター29「クドい!」（2015年8月）
- W氏の帰れない夜（2013年4月23日 - 29日、下北沢小劇場楽園、作・演出：西田シャトナー）

### CM
- ベスト電器（同社の携帯電話販売部門「ベストテレコム」のCMに出演）
- 西日本鉄道（マリエラクルーズ）
- UR賃貸住宅（九州版）
- ほっかほっか亭（九州）
- アサヒビール（クリアアサヒ）
- ECCジュニア（2012年8月 - ）

### その他
- レキットベンキーザー・ジャパン
  - ドクターショール メディキュット「キュットガールコンテスト2015」準グランプリ - 美脚アンバサダー就任